# Chaps

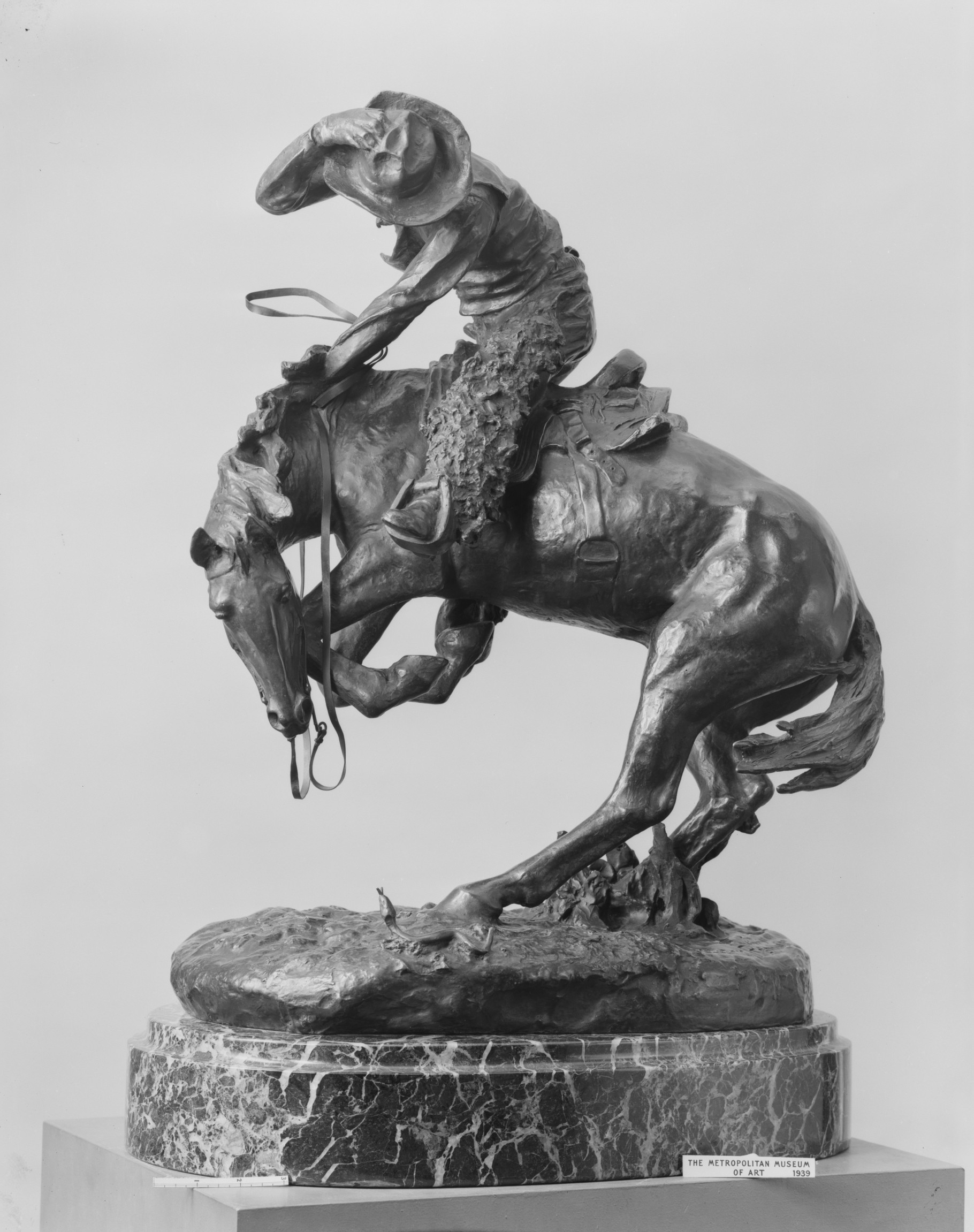
Statyetten The Rattlesnake av Frederic Remington, från 1905

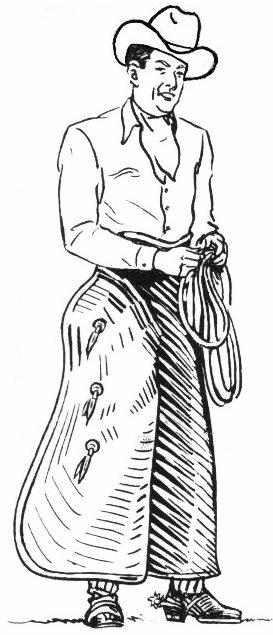
En cowboy med vida chaps

Chaps är en form av byxholkar. Plagget användes av cowboys vid hästridning för att slippa skavsår på innanlår och ljumskar och för att skydda yttersidan av benen vid ridning i snår. Chaps används idag av vissa ryttare och motorcykelförare.